# Héman Verhuurservice

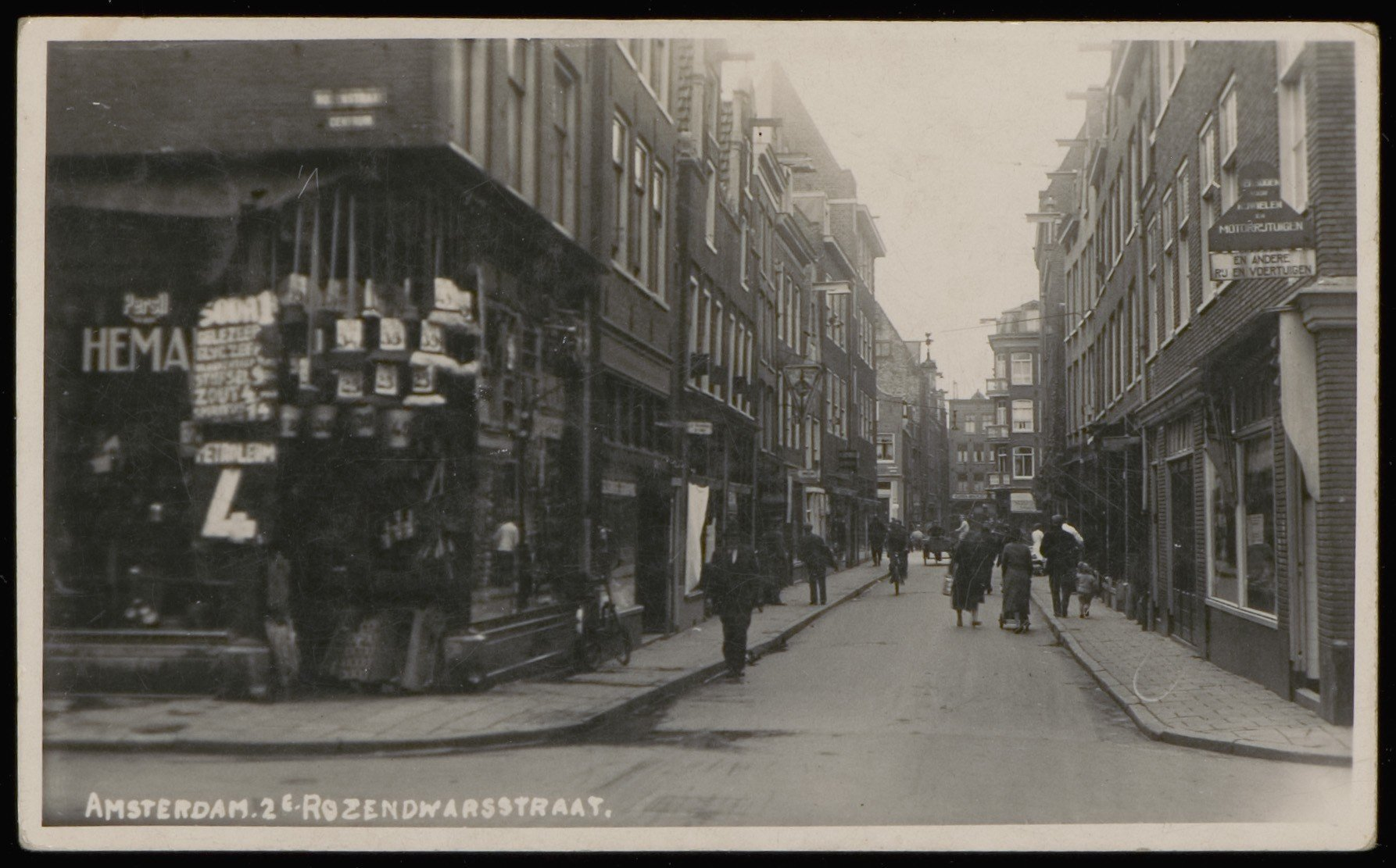
Héman in de Tweede Rozendwarsstraat

Héman Verhuurservice is een Amsterdams bedrijf dat serviesgoed, meubilair en decoratiestukken verhuurt aan evenementen.
Begin 1900 werd een winkel voor huishoudelijke artikelen opgericht door Christophorus Bernardus Héman op de Tweede Rozendwarsstraat 24 in de Jordaan. In de vijftiger jaren begon Héman met de verhuur van meubilair voor de afname van tentamens bij de Universiteit van Amsterdam en conferenties in Grand Hotel Krasnapolsky.
In 1979 verhuisde het bedrijf naar een bedrijventerrein van Amsterdam en bevindt zich sinds 1994 aan de Joan Muyskenweg. In 2013 nam Héman een meerderheidsaandeel in Trends for Rent en BloemBloem, die voorheen onder de Jaarbeurs vielen. In juni 2020 nam het verhuurbedrijf het Utrechtse failliete Bakker verhuur over. In maart 2021 nam Héman het failliete Hilversumse Servé over.